# Алиар, Валдо
Валдо Алиар (нидерл. Waldo Aliar; 11 сентября 1951) — суринамский и нидерландский шашист. Чемпион Суринама по международным шашкам (1972). Мастер ФМЖД. В 1972 году сыграл на чемпионате мира, прошедшим в Нидерландах, где представлял новую родину. Занял 11 место из 17 возможных, сыграв вничью с такими большими мастерами игры, как Андрис Андрейко, Исер Куперман, Марсель Делорье — все из них завоевали титул чемпиона мира в разные годы.
В 2017 году дебютировал на чемпионате Нидерландов -самый возрастной дебютант в истории национальных чемпионатов.
Проживает в Ирландии.